# Đòi ấp

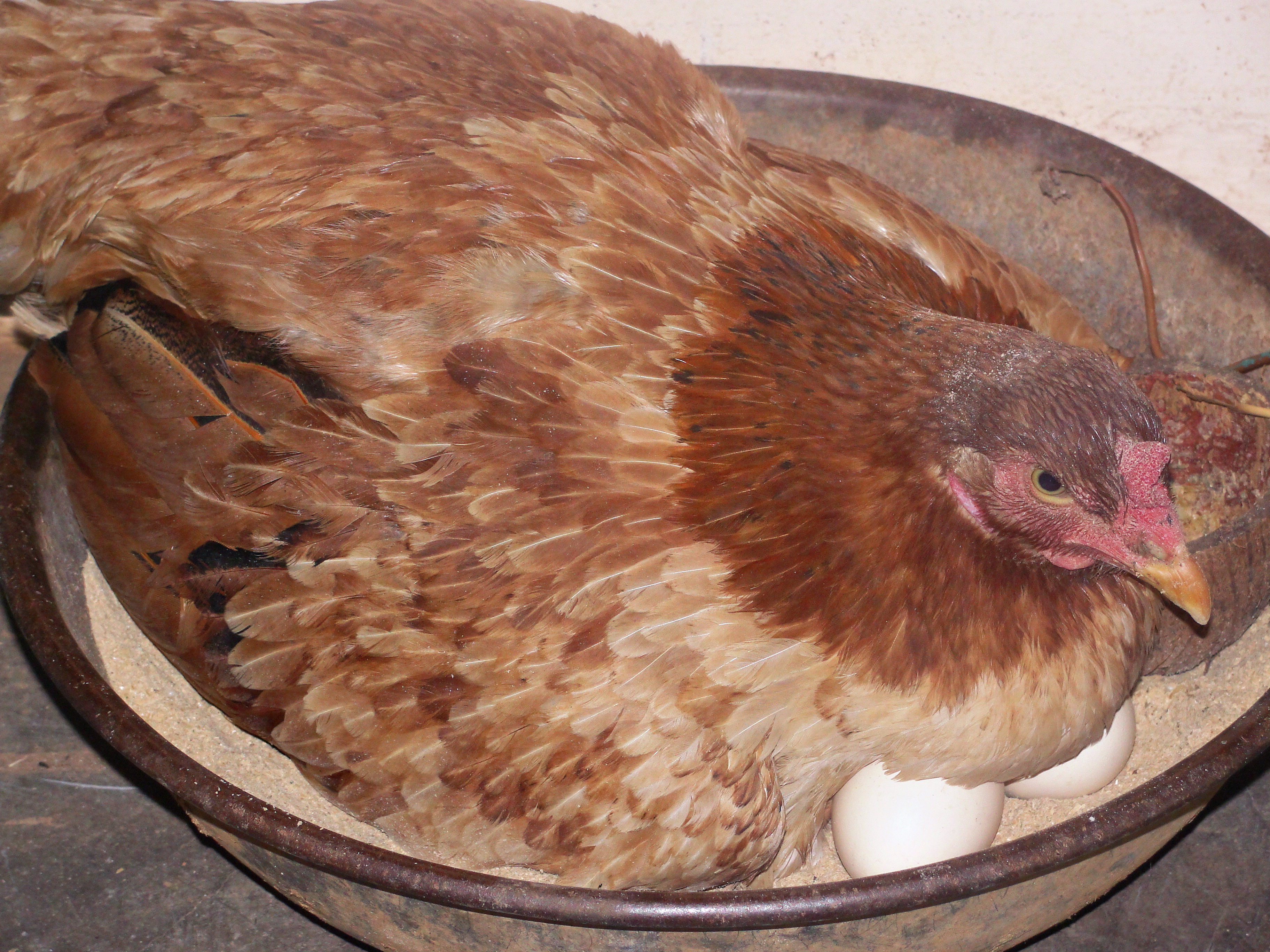
Một con gà mẹ với biểu hiện đòi ấp

Đòi ấp (tiếng Anh: Broodiness) là một trạng thái mà gà mái đẻ muốn ấp trứng của chúng. Khi gà mái đòi ấp, chúng sẽ ngừng đẻ và có biểu hiện của hành vi và sinh lý đối với việc ấp và nuôi gà con. Đây là một trạng thái tốt nếu gà mái muốn nuôi con thông qua quá trình làm tổ tự nhiên, tuy nhiên ngày nay trong bối cánh chăn nuôi công nghiệp, người nuôi sẽ tìm cách cai ấp cho chúng để đẩy nhanh chu trình đẻ trứng.

## Tổng quan
Trong tự nhiên, đa số gà chỉ đẻ đầy một ổ trứng rồi ngưng và bắt đầu ấp. Hành vi này được gọi là đòi ấp. Gà đòi ấp sẽ ngưng đẻ để chỉ tập trung vào việc ấp trứng (một ổ khoảng 12 quả). Trong thời gian này, gà ít ra khỏi tổ để ăn hay tắm, đồng thời sẽ mổ nếu bị làm phiền hoặc bị đẩy khỏi ổ. Gà mái nằm trong tổ khoảng hai ngày sau khi quả trứng đầu tiên nở. Tuy nhiên, đó là tình trạng bất lợi nếu người chăn nuôi chỉ quan tâm đến việc tăng tối đa sản lượng trứng. Nếu người chăn nuôi muốn đạt được sản lượng trứng tối đa từ đàn gà, thì phải giảm số gà đòi ấp. Việc đòi ấp có thể giảm sản lựơng trứng đến 8-10 quả/gà mái. Hiện nay có những cách thay đổi môi trường để làm giảm thói quen đòi ấp của gà thả vườn
Tính đòi ấp phụ thuộc vào giống, tình trạng sức khoẻ và chế độ nuôi dưỡng. Những giống gà địa phương thân hình nhỏ, hướng trứng như gà Ri, ngỗng Sen thường có tính đòi ấp cao, nuôi con khéo hơn các giống gia cầm có ngoại hình to hướng thịt như gà Hồ, gà Đông Cảo, vịt Bầu, ngỗng Sư tử, ngan Trâu. Các giống gia cầm (gà, ngan, ngỗng) địa phương như gà ta, ngan Dé, ngỗng Sen sau khi đẻ hết trứng (một lần đẻ) thường có tính đòi ấp cao. Các giống gia cầm công nghiệp hầu như mất tính đòi ấp, nhất là các giống gà lấy trứng hiện đại hiếm khi đòi ấp trứng. Những con nào còn đòi ấp thì thường bỏ ngang giữa chừng. Tuy vậy, một số giống như gà Tam hoàng, gà Cornwall và gà ác thường xuyên đòi ấp và là những bà mẹ nuôi con khéo. 

## Cai ấp
Ngày nay người chăn nuôi, nuôi gà quy mô lớn, sản xuất hàng hoá, để có năng suất đẻ cao, có nhiều gà con nở cùng 1 đợt để xuất bán, thường gom trứng để ấp máy. Do ấp máy, không cần gà mẹ ấp, nuôi con nữa nên phải tìm cách làm cho gà mẹ quên ấp.

### Truyền thống
Các giống gà nội Việt Nam có bản năng đòi ấp mạnh, thời gian gà đòi ấp sẽ ngừng đẻ trứng. Do vậy để có sản lượng trứng cao cần tiến hành cai ấp cho gà mái không có ý định cho ấp. Thường chúng sẽ được cho vào chuồng thoáng đãng, không có ổ đẻ, cho ăn đầy đủ thức ăn giàu prôtêin và chất xanh, thả chung vào đó một gà trống khoẻ mạnh, hăng để mỗi lần gà mái nằm xuống ấp bóng bị gà trống đòi đạp xua dậy, lúc đòi ấp, thân nhiệt gà mái cao (42oC), có thể tắm cho gà hạ thân nhiệt (mùa hè), đồng thời lông gà ướt, gà không muốn nằm, quên dần việc ấp bóng. Sau khi cai ấp 1 tuần thấy gà không nằm nữa thì thả về chuồng cũ, cho ăn tốt gà sẽ lại đẻ. đều. 
Một số phương pháp khác cũng thường áp dụng là:
- Mỗi lần gà mẹ vào ổ ấp, bắt đem nhúng xuống nước (ít nhất 2 lần/ngày) trong 3-5 ngày liền nhốt vào nơi có nhiều ánh sáng, bổ sung dinh dưỡng và Vitamin ADE trong khẩu phần ăn hàng ngày cho gà.
- Nhốt gà mái vào lồng, ghép chung với gà trống không cho tiếp xúc với ổ đẻ, nhất là ổ đẻ có trứng, cho ăn bổ sung lúa mầm, rau xanh.
- Buộc cánh gà mẹ vào để chúng không xoè ra ấp trứng được.
- Cứ gà vào tổ ấp, lại xua chúng ra, làm nhiều lần như vậy chúng cũng sẽ dần quên ấp.
- Có thể dùng một số thuốc để giảm nhịêt độ cho gà như cho gà uống aspirin 1 – 2 viên/con/ngày hoặc uống anlgin 150 –200 mg/con/ngày.
- Chọn lọc qua các năm, loại thải liên tục nhiều thế hệ không sử dụng trứng của những gà mái có tính ấp bóng để hay đàn, gà ta dần cũng trở thành giống gà không còn đòi ấp như gà công nghiệp.

### Hiện đại
Gà mái ấp được đặt trong chuồng riêng biệt hoặc chuồng gà giống như chuông gà đẻ trừ khi không có ổ nằm. Chuyển gà rời khỏi các kích thích thị giác và vật lý miễn sao bằng nguyên liệu làm tổ và ổ nằm sẽ giúp làm mất hành vi này. Thêm nữa, nó sẽ giúp ngăn gà mái đang đẻ tránh khỏi tầm quan sát và chấp nhận hành vi đòi ấp của các con cùng đàn. Gà mái nên được đặt trong chuồng riêng biệt từ 7-10 ngày trước khi chuyển chúng quay lại chuồng đẻ.
Chuồng ấp nên được bổ sung ánh sáng Cường độ ánh sáng và khoảng thời gian chiếu sáng là các yếu tố quan trọng trong việc kích thích đẻ trứng. Nó được thiết lập hoàn hảo bởi các nhà khoa học gia cầm mà ở mức độ thấp của ánh sáng nhân tạo chiếu liên tục, trong 12 giờ hoặc dài hơn sẽ cung cấp đủ kích thích cho việc tăng tối đa sản xuất trứng. Do vậy, sử dụng ánh sáng nhân tạo để kích thích đẻ trứng và phá vỡ trạng thái đòi ấp ở gà mái được sử dụng. Dùng kích thích ánh sáng kết hợp với xử lý chuồng ấp có hiệu quả hơn phương pháp luân chuyển chuồng đơn thuần. Sử dụng chuồng cùng với sàn kim loại cũng sẽ làm giảm hành vi đòi ấp.
Người Trung Quốc đã tổng kết được 34 cách cai ấp cho gà, giúp tăng sản lượng trứng trong năm của gà nuôi lấy trứng, chẳng hạn như nhốt gà vào thùng gỗ đủ độ ẩm nhưng tối mù mịt, bắt nhịn ăn liền 3 ngày, sau đó thả ra gà sẽ thôi đòi ấp. Ban ngày thả gà ở chỗ rộng và sáng, gà sẽ đuổi nhau và không đòi ấp, tốt nhất ở chỗ thoáng gió để hạ thấp thân nhiệt của gà ức chế việc sản sinh loại kích tố liên quan đến việc đòi ấp.Nhúng gà xuống nước để hạ thấp thân nhiệt, kích thích thần kinh, cắt nhu cầu đòi ấp của gà. Tiêm bắp cho mỗi gà đẻ 1ml dung dịch CuSO4 (dưới 20 mg đồng sunfat) gà sẽ thôi đòi ấp.